# Polopenze
Polopenze je označení pro způsob stravování poskytovaného ubytovacím zařízením - hotelem nebo penzionem. Součástí polopenze jsou dvě denní jídla, obvykle snídaně a večeře; výjimečně snídaně a oběd. Nápoje ve většině případů nejsou do polopenze zahrnuty.
Pokud jsou poskytována všechna tři denní jídla, jedná se už o plnou penzi.